# Ichneumon canadensis
Ichneumon canadensis är en stekelart som beskrevs av Cresson 1867. Ichneumon canadensis ingår i släktet Ichneumon och familjen brokparasitsteklar. Inga underarter finns listade i Catalogue of Life.